# Орте
Орте (итал. Orte) је насеље у Италији у округу Витербо, региону Лацио.
Према процени из 2011. у насељу је живело 3865 становника. Насеље се налази на надморској висини од 132 м.

## Становништво
Према резултатима пописа становништва 2011. у општини је живело 8.665 становника.
| 1931. | 1936. | 1951. | 1961. | 1971. | 1981. | 1991. | 2001. | 2011. |
| ----- | ----- | ----- | ----- | ----- | ----- | ----- | ----- | ----- |
| 7.121 | 7.250 | 8.045 | 8.186 | 7.971 | 7.923 | 7.820 | 7.781 | 8.665 |